# Affinitätsreifung
Die Affinitätsreifung (englisch affinity maturation) ist ein Prozess des Immunsystems von Säugetieren, dessen Aufgabe die Verbesserung der Effizienz der Immunantwort nach wiederholtem Kontakt mit einem Antigen ist. Die Affinitätsreifung geschieht in reifen B-Lymphozyten in den Keimzentren der Lymphknoten und basiert auf einer auch als Somatische Hypermutation bezeichneten erhöhten Mutationsrate in diesen Zellen und einer klonalen Selektion. Sie findet lange nach der V(D)J-Rekombination statt, die für die angeborene Diversität der B-Lymphozyten verantwortlich ist. Der natürliche Prozess der Affinitätsreifung wird auch unter künstlichen Bedingungen bei der Verbesserung rekombinanter Antikörper und Antikörperfragmente nachgeahmt und daher als In-vitro-Affinitätsreifung bezeichnet.

## Physiologie
Nach dem Erstkontakt passender IgM-tragenden B-Lymphozyten mit einem präsentierten Antigen differenziert sich die Mehrheit dieser Zellen zu kurzlebigen Plasmazellen, die für die Produktion von Antikörpern zuständig sind. Ein anderer Teil wandert in die Keimzentren der Lymphknoten, wo zufällige, die variablen Domänen der leichten und schweren Ketten von Immunglobulinen betreffende Mutationen erfolgen. Die Mutationsrate ist im Vergleich zu anderen Körperzellen um bis zu 1.000.000 mal erhöht und führt zu durchschnittlich einer Mutation innerhalb der variablen Domänen pro Zellgeneration. Eine wichtige Rolle bei dieser Form der somatischen Hypermutation nimmt die Activation Induced Cytidine Deaminase (AID) ein. Für das Überleben der so mutierten B-Lymphozyten ist es essenziell, dass sie über ihre membrangebundenen Antikörper eine Interaktion mit dem von follikulären dendritischen Zellen und follikularen T-Helferzellen präsentierten Antigen eingehen. Dabei konkurrieren sie nicht nur untereinander, sondern auch mit den als Folge der Primärantwort von Plasmazellen gebildeten IgG-Antikörpern. Durch den Konkurrenzdruck überleben nur die B-Lymphozyten, deren präsentierte Antikörper eine verbesserte Affinität zum Antigen aufweisen. Von einer Vielzahl gebildeter Mutanten überleben letztlich nur sehr wenige Klone. Nach dieser Selektion differenzieren sich die überlebenden B-Lymphozyten zu Gedächtniszellen und langlebigen Plasmablasten unter Beibehaltung der genetischen Information der mutierten und selektierten Antikörper. Die Plasmablasten wandern zum Knochenmark, wo sie sich durch alternatives mRNA-Splicing zu antikörpersegregierenden Plasmazellen differenzieren. Durch die Repression des Transkriptionsfaktors Bcl-6 wird p53 gehemmt, sodass eine starke Proliferation trotz Hypermutation stattfinden kann. Die Gedächtniszellen zirkulieren in Blut und Lymphorganen. Bei erneutem Kontakt mit dem betreffenden Antigen können diese umgehend aktiviert werden, um in kurzer Zeit diese optimierten Antikörper zur Verfügung zu stellen.

## Biotechnologische Nutzung
Nach dem Vorbild der In-vivo-Affinitätsreifung wird die In-vitro-Affinitätsreifung in der Biotechnologie zur Affinitätssteigerung von Antikörpern und Antikörperfragmenten unter Laborbedingungen genutzt. Sie nutzt wie ihr Vorbild Mutation und Selektion zur Steigerung der Effizienz. Die In-vitro-Affinitätsreifung findet insbesondere bei Antikörpern und daraus abgeleiteten Fragmenten Anwendung, die keiner Affinitätsreifung in vivo unterlagen. Dazu zählen insbesondere solche, die durch Screening von synthetischen oder naiven Antikörperbibliotheken gefunden wurden. Darüber hinaus kann das Prinzip der In-vitro-Affinitätsreifung auch auf andere Biomoleküle, wie beispielsweise Antikörpermimetika, ausgeweitet werden.
Für die In-vitro-Affinitätsreifung werden Display-Techniken, wie beispielsweise das Phagen-Display genutzt. Sie bieten den Vorteil, dass ein an der Oberfläche exprimiertes Protein mittelbar mit der codierenden DNA verknüpft ist. Die codierende DNA kann mit Hilfe des Chain shufflings oder mit Hilfe von Mutagenesetechniken, wie der Verwendung von E.-coli-Mutatorstämmen, β-Strahlung, chemischen Mutagenen oder der Error-prone PCR, verändert werden. Unter Verwendung von Display-Techniken zur Selektion können Antikörperfragmente mit einer Affinität im niedrigen nanomolaren Bereich nach zwei bis drei Mutations- und Selektionszyklen erreicht werden.